# Буркинийско-канадские отношения
Буркинийско-канадские отношения — двусторонние дипломатические отношения между Буркина-Фасо и Канадой. Государства являются членами Организации Объединённых Наций.

## История
В 1962 году государства установили дипломатические отношения. Канада и Буркина-Фасо используют французский язык как государственный, а также сотрудничают над региональными и многосторонними вопросами.
В 2019 году боевики «Аль-Каиды в странах исламского Магриба» атаковали в Фада-Нгурме колонну автомобилей, в которых находились работающие на канадскую золотодобывающую компанию Semafo. Власти Буркина-Фасо оценили количество погибших рабочих как минимум 37, а по оценкам выживших, потери исчислялись сотнями. Посольство Канады в стране охарактеризовало инцидент как «террористическую атаку против колонны буркинийских жителей, работающих на канадскую горнодобывающую компанию Semafo». Нападение также вызвало осуждение со стороны министерства международных дел Канады. Инцидент также был осужден властями Буркина-Фасо.

## Торговля
В 2012 году объём товарооборота между странами составил сумму 74,4 миллиона долларов США. Экспорт Канады в Буркина-Фасо: машинное оборудование, электрооборудование, резина, транспортные средства, инструменты, медицинское оборудование и промышленные изделия из железа и стали. Экспорт Буркина-Фасо в Канаду: драгоценные камни и растительное масло.

## Помощь
В 2010 и 2011 годах Канада оказала Буркина-Фасо иностранную помощь на сумму 34,85 миллиона долларов США через министерство международного сотрудничества Канады.

## Дипломатические представительства
До 1995 года посол Канады в Кот-д’Ивуаре также представлял интересы страны в Буркина-Фасо. В 1995 году Канада открыла посольство в Уагадугу. Буркина-Фасо имеет посольство в Оттаве и почётные консульства в Монреале, Торонто, Каракете и Ванкувере.